# Eustomias precarius
Eustomias precarius és una espècie de peix de la família dels estòmids i de l'ordre dels estomiformes.

## Hàbitat
És un peix marí i d'aigües tropicals.

## Distribució geogràfica
Es troba davant les costes de Puerto Rico.